# ハカン・ヤキン
ハカン・ヤキン（Hakan Yakin, 1977年2月22日 - ）は、トルコ系スイス人の元サッカー選手、サッカー指導者。現役時代のポジションはミッドフィルダー、フォワード。

## 経歴
同じくサッカー選手である兄のムラト・ヤキンの影響でサッカーを始め、1984年に地元クラブのFCコンコルディア・バーゼルのユースチームに兄と入団する。1995年にFCバーゼルとプロ契約。プロ契約後はスイス国内を転々とし、2000-01シーズンにはグラスホッパーのリーグ優勝に貢献（優勝の時には彼はバーゼルへと復帰した後だったが移籍までに10ゴールを記録）、バーゼル復帰後は10番を背負い兄と共にチームを引っ張った。その後幾度か海外挑戦を試みたが活躍することができず、2005年に再びスイスに戻ったが、2008-09シーズンはカタールのアル・ガラファでプレーし、2009-10シーズンからスイスのFCルツェルンへ移籍した。
代表としては2000年のオマーン戦でデビュー、EURO2004予選では7試合で3得点を記録し、本大会行きに貢献した。
2006 FIFAワールドカップは当初メンバー入りはならなかったが、負傷したヨハン・フォンランテンの代わりに登録された。
地元開催となったEURO2008では背番号10を付けて臨み、チームはグループリーグで敗退したもののチームの全3得点を挙げる活躍を見せた。

## 所属クラブ
- FCコンコルディア・バーゼル 1994-1995
- FCバーゼル 1995-1997
- グラスホッパー・チューリッヒ 1997-1998

→ FCザンクト・ガレン 1998-1999 (loan)
- グラスホッパー・クラブ・チューリッヒ 1999-2001
- FCバーゼル 2001-2002
- パリ・サンジェルマンFC 2002
- FCバーゼル 2003
- VfBシュトゥットガルト 2003-2004

→ ガラタサライSK 2004-2005 (loan)
- BSCヤングボーイズ 2005-2008
- アル・ガラファ 2008-2009
- FCルツェルン 2009-2011
- ACベッリンツォーナ 2012-2013

## 代表歴

### 出場大会
- スイス代表
  - 2006 FIFAワールドカップ
  - 2010 FIFAワールドカップ

### 試合数
- 国際Aマッチ 87試合 20得点（2000年-2011年）[3]

| スイス代表 | 国際Aマッチ | 国際Aマッチ |
| 年         | 出場        | 得点        |
| ---------- | ----------- | ----------- |
| 2000       | 7           | 3           |
| 2001       | 6           | 2           |
| 2002       | 8           | 5           |
| 2003       | 6           | 2           |
| 2004       | 12          | 2           |
| 2005       | 5           | 0           |
| 2006       | 8           | 0           |
| 2007       | 10          | 1           |
| 2008       | 13          | 5           |
| 2009       | 5           | 0           |
| 2010       | 6           | 0           |
| 2011       | 1           | 0           |
| 通算       | 87          | 20          |